# ナツメロ (小泉今日子のアルバム)
『ナツメロ』は、小泉今日子初のカバー・アルバム（13枚目のスタジオ・アルバム）。1988年12月17日にビクター音楽産業から12作目のベスト・アルバム『Best Of Kyong King』と同時発売された。

## 概要
「昔の歌謡曲のカバー・アルバムって、いいんじゃない？」と企画され、当時小泉がラジオの深夜番組「オールナイトニッポン」のパーソナリティーをしていたことから、放送終了後にしばしばニッポン放送の資料室へ行ってレコードを掻き集め、その中から選曲が行われていった。1970年代の流行歌を中心に、小泉が子供の頃に好きだった楽しい雰囲気の曲が多く選ばれている。
ジャケット及び歌詞カードのアートワークは安斎肇が手掛けているが、安斎がデザインに凝り過ぎて歌詞の部分を全て版画にしたため、一時発売日を延期しないと間に合わないかもしれないという状況になったという。
1曲目の「学園天国」は、小泉自身が出演したフジテレビ系ドラマの主題歌となり、翌年11月にバージョンを変えてシングルカットされた。
2007年の再発時にはデジタルリマスター、紙ジャケット仕様で、カバー曲3曲+オリジナル曲1曲の全4曲がボーナス・トラックで収録された（後述）。

## 収録曲

### LP／CT
| #         | タイトル                   | 作詞      | 作曲      | 編曲         | 時間  |
| --------- | -------------------------- | --------- | --------- | ------------ | ----- |
| 1.        | 「学園天国」               | 阿久悠    | 井上忠夫  | 野村義男     | 3:39  |
| 2.        | 「S・O・S」                | 阿久悠    | 都倉俊一  | 恩田直幸     | 3:21  |
| 3.        | 「お出かけコンセプト」     | 奥野敦子  | 奥野敦子  | 井上Brothers | 4:15  |
| 4.        | 「赤頭巾ちゃん御用心」     | 杉山政美  | 都倉俊一  | 野村義男     | 4:07  |
| 5.        | 「レディ・セブンティーン」 | 大倉洋一  | 矢沢永吉  | 井上Brothers | 3:19  |
| 6.        | 「尻取りRock'n Roll」      | 横浜銀蝿  | 横浜銀蝿  | 野村義男     | 1:10  |
| 合計時間: | 合計時間:                  | 合計時間: | 合計時間: | 合計時間:    | 19:51 |

| #         | タイトル             | 作詞               | 作曲      | 編曲         | 時間  |
| --------- | -------------------- | ------------------ | --------- | ------------ | ----- |
| 1.        | 「恋はベンチシート」 | 近田春夫           | 沖山優司  | 野村義男     | 3:54  |
| 2.        | 「やさしい悪魔」     | 喜多条忠           | 吉田拓郎  | 野村義男     | 4:21  |
| 3.        | 「SOPPO」            | 世良公則           | 世良公則  | 井上Brothers | 4:13  |
| 4.        | 「夢みる16才」       | 佐藤善雄、桑野信義 | 鈴木雅之  | 恩田直幸     | 4:40  |
| 5.        | 「バンプ天国」       | 阿久悠             | 井上忠夫  | 井上Brothers | 3:05  |
| 6.        | 「アクビ娘」         | 丘灯至夫           | 和田香苗  | 井上Brothers | 2:56  |
| 7.        | 「みかん色の恋」     | 岡田冨美子         | 佐瀬寿一  | 恩田直幸     | 3:41  |
| 合計時間: | 合計時間:            | 合計時間:          | 合計時間: | 合計時間:    | 26:50 |

### ナツメロ+4
2007年8月22日発売。デジタルリマスター・紙ジャケット仕様。新たに4曲がボーナス・トラックとして収録された。
| #   | タイトル                   | 作詞               | 作曲     | 編曲         | 時間 |
| --- | -------------------------- | ------------------ | -------- | ------------ | ---- |
| 1.  | 「学園天国」               | 阿久悠             | 井上忠夫 | 野村義男     | 3:39 |
| 2.  | 「S・O・S」                | 阿久悠             | 都倉俊一 | 恩田直幸     | 3:21 |
| 3.  | 「お出かけコンセプト」     | 奥野敦子           | 奥野敦子 | 井上Brothers | 4:15 |
| 4.  | 「赤頭巾ちゃん御用心」     | 杉山政美           | 都倉俊一 | 野村義男     | 4:07 |
| 5.  | 「レディ・セブンティーン」 | 大倉洋一           | 矢沢永吉 | 井上Brothers | 3:19 |
| 6.  | 「尻取りRock'n Roll」      | 横浜銀蝿           | 横浜銀蝿 | 野村義男     | 1:10 |
| 7.  | 「恋はベンチシート」       | 近田春夫           | 沖山優司 | 野村義男     | 3:54 |
| 8.  | 「やさしい悪魔」           | 喜多条忠           | 吉田拓郎 | 野村義男     | 4:21 |
| 9.  | 「SOPPO」                  | 世良公則           | 世良公則 | 井上Brothers | 4:13 |
| 10. | 「夢みる16才」             | 佐藤善雄、桑野信義 | 鈴木雅之 | 恩田直幸     | 4:40 |
| 11. | 「バンプ天国」             | 阿久悠             | 井上忠夫 | 井上Brothers | 3:05 |
| 12. | 「アクビ娘」               | 丘灯至夫           | 和田香苗 | 井上Brothers | 2:56 |
| 13. | 「みかん色の恋」           | 岡田冨美子         | 佐瀬寿一 | 恩田直幸     | 3:41 |

| #         | タイトル                                            | 作詞                                                  | 作曲                                     | 編曲         | 時間  |
| --------- | --------------------------------------------------- | ----------------------------------------------------- | ---------------------------------------- | ------------ | ----- |
| 14.       | 「大人になりたい (Too Many Rules)」                 | Don Stirling, Gary Knight, Harold Temkin 訳詞：漣健児 | Don Stirling, Gary Knight, Harold Temkin | 矢野立美     | 2:52  |
| 15.       | 「素敵な16才 (Happy Birthday Sweet Sixteen)」       | Howard Greenfield, Neil Sedaka 訳詞：漣健児           | Howard Greenfield, Neil Sedaka           | 矢野立美     | 3:07  |
| 16.       | 「カラーに口紅 (Lipstick On Your Collar)」          | George Goehring, Edna Lewis 訳詞：みナみカズみ        | George Goehring, Edna Lewis              | 矢野立美     | 2:20  |
| 17.       | 「月は何でも知ってるくせに 知らん顔して輝いている」 | 小泉今日子                                            | 高島洋平                                 | ホッピー神山 | 5:29  |
| 合計時間: | 合計時間:                                           | 合計時間:                                             | 合計時間:                                | 合計時間:    | 60:51 |

### 曲解説
1. 学園天国
原曲は1974年に発売されたフィンガー5の同名曲。フジテレビ系ドラマ「愛しあってるかい!」主題歌となり、1989年11月1日に28thシングルとして発売された。
2. S・O・S
原曲は1976年に発表されたピンク・レディーの同名曲。
3. お出かけコンセプト
原曲は1980年に発表されたジューシィ・フルーツ「ジェニーはご機嫌ななめ」のB面曲。
4. 赤頭巾ちゃん御用心
原曲は1978年に発表されたレイジーの同名曲。
5. レディ・セブンティーン
原曲は1973年に発表されたキャロルの同名曲。
6. 尻取りRock'n' Roll
原曲は1980年に発表された横浜銀蝿のアルバム『ぶっちぎり』収録曲。
7. 恋はベンチシート
原曲は1980年に発表されたジューシィ・フルーツ「なみだ涙のカフェテラス」のB面曲。
8. やさしい悪魔
原曲は1977年に発表されたキャンディーズの同名曲。
9. SOPPO
原曲は1979年に発表されたツイストの同名曲。
10. 夢みる16才
原曲は1981年に発表されたシャネルズのアルバム『Heart & Soul』収録曲。
11. バンプ天国
原曲は1975年に発表されたフィンガー5の同名曲。
12. アクビ娘
原曲は堀江美都子&ザ・モンジュの同名曲で、1969年に発売された嶋崎由理「ハクション大魔王の歌」のB面曲。
13. みかん色の恋
原曲は1974年に発表されたずうとるびの同名曲。

#### ナツメロ+4　ボーナス・トラック
1. 大人になりたい (Too Many Rules)
原曲は1961年に発表されたコニー・フランシスの「Too Many Rules」。日本語詞の原曲は1962年に発表された伊東ゆかりの「大人になりたい」。1983年に発売されたカセット企画『SEPARATION KYOKO』収録曲であり、本作で初CD音源化となった。
2. 素敵な16才 (Happy Birthday Sweet Sixteen)
原曲は1961年に発表されたニール・セダカの「Happy Birthday Sweet Sixteen」。日本語詞の原曲は1962年に発表された弘田三枝子・伊東ゆかりの「すてきな16才」。1983年に発売されたカセット企画『SEPARATION KYOKO』収録曲であり、本作で初CD音源化となった。
3. カラーに口紅 (Lipstick On Your Collar)
原曲は1959年に発表されたコニー・フランシスの「Lipstick On Your Collar」。日本語詞の原曲は1960年に発表された森山加代子の「カラーに口紅」。1983年に発売されたカセット企画『SEPARATION KYOKO』収録曲であり、本作で初CD音源化となった。
4. 月は何でも知ってるくせに　知らん顔して輝いている
28thシングル「学園天国」のB面曲で、アルバム中唯一のオリジナル曲。

## 参考資料
- 小泉今日子『ナツメロ+4』（ライナーノーツ）ビクターエンタテインメント、2007年8月22日。VICL-62447。